# Cheirophyllum
Cheirophyllum — вимерлий рід рослин, який існував у пермі.

## Місцезнаходження
У Бразилії скам'янілості виду C. speculare були знайдені в оголенні Morro Papalé в місті Mariana Pimentel. Скам'янілості представників роду були знайдені в геопарку Палеоррота в підгрупі Ітараре і датуються сакмарським віком пермського періоду.